# 베이차오역
베이차오역(北桥站)은 상하이 민항구 후민로(沪闵路) 및 베이차오 공로(北松公路) 교차로에 위치한 지하철역으로, 상하이 지하철 5호선에 속해 있다. 역사는 고가에 상대식 승강장 형태를 띠고 있다.

## 운행 정보
- 첫차
  - 신좡 행 : 06:14
  - 민항개발구 행 : 06:11
- 막차
  - 신좡 행 : 22:14
  - 민항개발구 행 : 22:41

## 환승 버스
816, 후진 선(沪金线), 난자 선(南嘉线), 숭민 선(松闵线), 수민 선(徐闵线), 선허 선(莘荷线)), 선퇀 선(莘团线), 민선 선(闵莘线), 바오첸 전선(宝钱专线), 랸좡 전선(莲庄专线), 와이랑 전선(外廊专线, 선펑 전선(莘枫专线), 선하이 전선(莘海专线), 선진 전선(莘金专线), 선사오 전선(莘邵专线), 수민 야소선(徐闵夜宵线)

## 역 출구
- 후민로 동부(沪闵路东)，팡허로 북부(放鹤路北)

## 같이 보기
- 상하이 지하철
- 상하이 지하철 5호선